# Heinkel HE 10
L'Heinkel HE 10 era un idrovolante da trasporto postale e da addestramento monomotore ad ala bassa sviluppato dall'azienda tedesca Ernst Heinkel Flugzeugwerke AG nei tardi anni venti.
Derivato dal precedente Heinkel HE 6, venne realizzato in due esemplari destinati alla Deutsche Verkehrsfliegerschule (DVS)
Il 4 settembre 1929, l'HE 10 mentre ammarava nei pressi di Warnemünde non riuscì a diminuire la velocità andando a sbattere contro la diga. I due piloti rimasero gravemente feriti mentre i tre passeggeri riuscirono a sbarcare da soli.

## Utilizzatori
Germania
- Deutsche Verkehrsfliegerschule (DVS)

### Pubblicazioni
- (DE) Das Ozeanflugzeug aus Warnemünde: Ein Bericht über die Heinkel HE 6 von Dr. Volker Koos (ADL) (PDF), in JET & PROP, n. 5/1992, Zweibrücken, VDM Heinz Nickel, 1992.